# Arrivederci Berlinguer
Arrivederci Berlinguer è un graphic novel scritto da Elettra Stamboulis e disegnato da Gianluca Costantini e pubblicato da Edizioni BeccoGiallo nel 2013. Le trama intreccia la biografia di Enrico Berlinguer con le vicende autobiografiche dell'autrice.